# 山口果林
山口 果林（やまぐち かりん、本名：山口 静江（やまぐち しずえ）、1947年〈昭和22年〉5月10日 - ）は、日本の女優。

## 来歴・人物
東京都中央区出身。実家は日本橋兜町の老舗の外商専門書店「千代田書店」。
お茶の水女子大学附属中学校・高等学校、桐朋学園大学短期大学部卒業後、俳優座に入る（若手時代の愛称は「かりんとう」）。
1970年3月、桐朋学園大学演劇専攻科を卒業すると森川時久監督の『若者の旗』で映画デビュー。
同年行われたNHK長編ドラマ『繭子ひとり』（1971年放映）の選考会では150人を相手に勝ち抜き主役の座をつかみ好演した。
1979年、俳優座を離れ、フリーとなる。テレビドラマや映画で活動する一方、舞台女優としての経歴も長い。
桐朋学園大学短期大学部時代の恩師であった安部公房が芸名の名付け親であり、「芸名は左右対称の名前がいい」という当時昔からあったといわれていたジンクスに則り、「山口茜」「山口晃」「山口果林」の名が候補として用意された。占い師に見てもらったところ、山口茜は「スターになれる名」、山口果林は「スターとまではいかないが、努力すればするだけの実りがある名」と言われたことで「果林の方が私の生き方に合ってる」と思い、果林を選択した。その後も安部公房スタジオの看板女優としても活躍した。
2013年に上梓した著書『安部公房とわたし』では、安部との20年以上に亘った恋愛関係を明らかにした。なお、口絵には、安部が撮った自らのヘアヌードの写真がある。
元日本財団アドバイザリー会議委員。

## 出演

### テレビドラマ

#### NHK総合
- 連続テレビ小説
  - 繭子ひとり（1971年） - 主演・加藤繭子 役
  - エール（2020年） - 松宮チエ 役
- 土曜ドラマ（NHK）
  - 四角な船（1979年） - 岩崎ユリ 役
  - 君はまだ歌っているか（1981年） - 宏美ママ 役
  - 追跡〜妻たちの反乱（1982年）
  - ノースライト（2020年） - 藤宮春子 役
- 銀河テレビ小説 鏡の中の女（1981年）
- NHK特集 ドラマ礼文島（1986年12月21日） - 木村光代 役
- ドラマ新銀河 素敵に女ざかり（1996年）
- 夢暦長崎奉行（1996年） - 津代 役
- 大河ドラマ
  - 葵 徳川三代（2000年） - 中和門院 役
  - 天地人（2009年） - 青柳 役
  - 江〜姫たちの戦国〜（2011年） - 孝蔵主 役
- ビターシュガー（2011年） - 江島浩子 役
- 赤ひげ (2017年のテレビドラマ) 第3シリーズ（2020年） - おまつ 役

#### 日本テレビ系
- 張込み（1970年 - 1971年）
- 土曜日の女シリーズ「女子高校生殺人事件」（1974年、ユニオン映画） - 南条暁子教諭 役
- 伝七捕物帳 第103話 「花の錦の三姉妹」（1976年） - お半 役
- 熱中時代 第2シリーズ
  - 第5話「熱中先生とさいはての少女」（1980年） - 明子 役
  - 第38話「さようなら！さようなら！熱中先生」（1981年） - 田丸明子 役
- 小児病棟 〜カネボウヒューマンスペシャル(1)〜（1980年12月3日） - 山賀邦子 役
- 火曜サスペンス劇場
  - 「消えた鼓動」（1981年）
  - 「黒いカーテン」（1982年）
  - 「その朝おまえは何を見たか」（1983年） - 沙織 役
  - 「遺された妻の疑惑」（1983年）
  - 「赤い記憶」（1985年）
  - 「信州奥多摩殺人ライン」（1987年） - 笹谷美緒 役
  - 「土地狂乱殺人事件」（1987年）
  - 「悪女の泪」（1988年）
  - 「再会・殺意の方程式」（1988年12月6日） - 笹谷美緒 役
  - 「美談の行方」（1990年1月30日）
  - 「小京都ミステリー9」（1993年9月7日） - 岡本伸江 役
  - 「救急指定病院4」（1995年） - 草野真知子　役
  - 「女監察医 室生亜季子19 埋葬」（1995年） - 林京子 役
  - 「1996年殺人捜査」（1996年） - 国松春江 役
  - 「女監察医 室生亜季子25 死亡推定時間」（1999年） - 川上悦子 役
  - 「盲人探偵・松永礼太郎12」『今一度の』（2000年） - 杉本秀子 役
  - 「監察医 室生亜季子32 院外感染」（2003年） - 川端葉子 役
  - 「小京都ミステリー25」（1999年） - 川島伸子 役
  - 「取調室13」（2001年） - 十津川英子 役
  - 「警部補 佃次郎18」（2003年） - 吉川雪江 役
  - 「弁護士・朝日岳之助21 空白の時間」（2004年） - 吉岡美奈子 役
- 風の中のあいつ（1985年）
- FACE〜見知らぬ恋人〜（2001年） - 水野貴子 役
- 初恋の悪魔（2022年） - 椿静枝 役

#### TBS系
- ポーラテレビ小説
  - 「花もめん」（1970年） - 大森英子 役
  - 「こおろぎ橋」（1978年） - 北出雅子 役
- 光る崖（1977年） - 北沢昌代 役
- 噂の刑事トミーとマツ 第30話「チョンボな変装・尻かくさず」（1980年）
- 3年B組貫八先生（1985年） - 島谷先生 役
- 生きて行く私（1984年、毎日放送） - 萩原稲子 役
- 夢見る頃を過ぎても（1994年） - 栗原祐子 役
- 理想の上司 第9話（1997年）- 花岡美智子 役 [5]
- ビッグウイング（2001年） - 栗山美智代 役
- ザ・サスペンス
  - 「逆流」（1982年）
  - 「娘たちの復讐・日本国憲法殺人事件」（1982年）
  - 「私の愛した女」（1983年） - 中田牧子 役
  - 「悪しき星座」（1984年）
- 水曜ドラマスペシャル
  - 「湖に立つ女」（1986年11月12日） - 旅館の女将
- 水戸黄門 第34部 第2話「頑固な母がついた嘘 -磐城-」（2005年） - お志麻 役
- こちら本池上署（2005年） - 松山尚子 役
- 夫婦道 第2シリーズ（2009年） - 山崎多佳子 役
- ペテロの葬列（2014年） - 森弥生 役
- 月曜ミステリー劇場
  - 「弁護士迫まり子の遺言作成ファイル4」（2002年） - 川野文子 役
- 月曜ドラマスペシャル
  - 「湯けむり仲居純情日記7」（1997年） - 磯田頼子 役
  - 「早乙女千春の添乗報告書13」（2003年） - 由比悦子 役
- 月曜ゴールデン
  - 「駅弁刑事・神保徳之助8」（2014年） - 坂口由布子 役

#### フジテレビ系
- 銭形平次
  - 第711話「二年目の疑惑」（1980年） - おるい 役
  - 第740話「わたしは見ていた」（1980年） - おせん 役
  - 第804話「夫の過去が暴かれた」（1982年） - お光 役
  - 第851話「赤ん坊すりかえ事件」（1983年） - おりん 役
  - 第881話「裏切者は二度死ぬ」（1984年） - お梶 役
- 時代劇スペシャル
  - 「仇討選手」（1981年） - お鳶 役
  - 「松本清張のかげろう絵図」（1983年） - 豊春 役
- 地獄の左門十手無頼帖（1982年） - お由 役
- 雪の蛍（1983年）
- 乾いて候（1984年）
- 小さな訪問者（1985年、東海テレビ）
- 男と女のミステリー「黒の斜面」（1989年）
- 世にも奇妙な物語
  - 「配達されない手紙」（1990年） - 川崎恵子 役
- 銭形平次 (北大路欣也版)
  - 第1シリーズ 第13話「大捕物」（1991年） - お篠 役
  - 第2シリーズ 第11話「一度死んだ女」（1992年） - おせい（おちよ） 役
  - 第3シリーズ 第10話「生きている死体」（1993年） - おしま 役
  - 第4シリーズ 第14話「偽りの過去」（1994年） - おふじ 役
- 妻たちの劇場・天上の青（1992年）
- 鬼平犯科帳 第5シリーズ 第12話「艶婦の毒」（1994年） - お豊 役
- 翼をください!（1996年） - 川辺美里 役
- 金曜エンタテイメント
  - 「音の犯罪捜査官・響奈津子4」（2001年） - 加野亜矢子 役
  - 「夏樹静子ミステリー アリバイの彼方に3」（2004年） - 安川実子 役
- 救命病棟24時 第4シリーズ（2009年）
- 聖母・聖美物語（2014年） - 摩耶子 役
- 金曜プレステージ
  - 「深川東署・特命人情捜査班 朝田真平」（2014年） - 結城和子 役

#### テレビ朝日系
- 非情のライセンス 第3シリーズ 第20話「兇悪の父娘 スパイ・イン・東京」（1980年） - 前原泉刑事 役
- ザ・ハングマン 燃える事件簿 第10話「横領結婚」（1981年、朝日放送） - 竹原友子 役
- 鬼平犯科帳 (萬屋錦之介版)（東宝）
  - 第2シリーズ 第1話「山吹屋お勝」（1981年） - お勝 役
  - 第3シリーズ 第10話「熊五郎の顔」（1982年） - おのぶ 役
- 特捜最前線（1983年） - 中田良子弁護士 役
  - 第338話「午前0時30分の証言者!」（1983年）
  - 第394話「レイプ・白いハンカチの秘密!」（1984年）
  - 第418話「少年はなぜ母を殺したか!」（1985年）
- 妻たちの乱気流（1984年）
- 私鉄沿線97分署（1984年） - 橘礼子刑事 役
- ひとひらの雪（1986年） - 伊織扶佐子 役
- はぐれ刑事純情派
  - 第1シリーズ 第18話「悪徳刑事の妻」（1988年）
  - 第3シリーズ 第1話SP「西オーストラリアに暗躍する謎の女 危うし！安浦刑事一家」（1990年） - 庄司直子 役
  - 第12シリーズ 第26話「安浦刑事祭り太鼓を打つ！喪服の女」（1999年） - 倉嶌牧子 役
- 土曜ワイド劇場
  - 「結婚しない女 死の羽田発397便」（1980年）- 沢田吉実 役
  - 「松本清張の葦の浮船」（1984年） - 笠原幸子 役
  - 「弁護士・朝吹里矢子8」（1985年）
  - 「京都化野殺人事件」（1987年）
  - 「西村京太郎トラベルミステリー11」（1987年） - 神保ユキ 役
  - 「森村誠一の指名手配」[6]（1989年）
  - 「家政婦は見た!9」（1991年） - 秋庭美咲 役
  - 「牟田刑事官事件ファイル14」（1991年）
  - 「火車（かしゃ） カード破産の女」（1994年） - 溝口治子 役
  - 「同居人カップルの殺人推理旅行2」（1995年） - 青木美冴 役
  - 「松本清張特別企画・黒革の手帖」（1996年） - 中岡市子 役
  - 「行きずりの街」（2000年） - 手塚映子 役
  - 「捜査検事・右近誠の殺人調書2」（2000年）
  - 「渡り番頭・鏡善太郎の推理3」（2005年） - 吉野正子 役
  - 「おかしな刑事4」（2007年） - 小川康代 役
  - 「温泉若おかみの殺人推理19」（2008年） - 芳賀文枝 役
  - 「おとり捜査官・北見志穂14」（2010年） - 伊勢崎光恵 役
  - 「デパート仕掛け人!天王寺珠美の殺人推理5」（2012年） - 岩崎朋子 役
  - 「タクシードライバーの推理日誌33」（2013年） - 上田和子 役
  - 「西村京太郎サスペンス 鉄道捜査官14」（2014年） - 柳沼洋子 役
  - 「終着駅の牛尾刑事VS事件記者・冴子14」（2014年） - 佐々木美和 役
  - 「家裁調査官・山ノ坊晃〜紛争解決100％の男!」（2016年） - 大河原弥生 役
- ベイシティ刑事 第22話「時効 それぞれの10年」（1988年） - 石川令子 役
- さすらい刑事旅情編
  - 第2シリーズ 第12話「寝台特急“北斗星” 層雲峡の女」（1989年）
  - 第4シリーズ 第7話「伊豆、三泊四日不倫旅行・同窓生の殺意」（1991年）
  - 第6シリーズ 第7話「運命の山手線・名前を変えた女」（1993年）
- 本当にあった怖い話（1992年）
- 女事件記者立花圭子（1992年） - 立花彰子 役
- 暴れん坊将軍VI 第5話「頑張れ! 江戸っ子若君」（1994年） - お桃 役
- 名奉行 遠山の金さん 第6シリーズ 第19話「水晶占いの母と娘」（1994年） - 知念志野 役
- 木曜ドラマ 家政婦は見た! 第5・6話（1997年） - 倉田カツ子 役
- 京都迷宮案内 第5シリーズ（2003年） - 堀内若菜 役
- おみやさん 第4シリーズ（2005年） - 倉田倫子 役
- 京都地検の女 第2シリーズ（2005年） - 小山沙英子 役
- 名奉行! 大岡越前（2005年） - おうら 役
- 警視庁捜査一課9係（2012年） - 坂井静江 役
- 最後の証人（2015年） - 庄司洋子 役
- 仮面ライダーシリーズ
  - 仮面ライダーウィザード（2013年） - 仁藤敏江 役
  - 仮面ライダーガヴ 第7話・第8話（2024年） - 宝屋敷雅子 役[7]
- 相棒（2016年） - 峰田喜久子 役
- 科捜研の女（2018年） - 三島芳江 役
- 遺留捜査（2018年） - 久保田ツカ 役
- 特捜9 Season3（2020年） - 坂本満智子 役

#### テレビ東京系
- 別れたら好きな人（1999年） - 細川艶子 役
- 女と愛とミステリー
  - 「小早川警視正シリーズ1」（2002年） - 保坂やよい 役
  - 「熱血刑事・吉永誠一 絵が殺した女」（2004年） - 黒田雅子 役
  - 「捜査検事・近松茂道3」（2004年） - 榎本幸江 役
  - 「滝警部補の事件日誌 飛騨高山・殺意の追憶」（2005年） - 沢村世津子 役
- 水曜ミステリー9
  - 「刑事吉永誠一 涙の事件簿6」（2007年） - 土屋弥生 役
  - 「トラベルライター 榊佑子の殺人紀行」（2008年） - 三田洋子 役
- ウルトラマンブレーザー 第22話「ソンポヒーロー」（2023年12月16日） - タナカミチコ 役

#### その他
- 江戸前の旬 season2 第7・8貫（2019年12月8・15日、テレビ大阪・BSテレ東） - 田口八千代[8][9]

### 映画
- 若者の旗（1970年）
- 黒の斜面（1971年）
- 忍ぶ川（1972年） - 亜矢 役
- 砂の器（1974年） - 田所佐知子 役
- 海潮音（1980年）
- 仔象は死んだ（1980年）
- 四月怪談（1988年） - 国下とし子 役
- 桜の樹の下で（1989年） - 令子
- ぼくと、ぼくらの夏（1990年） - 戸川真知子 役
- 十七歳（2002年）
- 裁判員〜選ばれ、そして見えてきたもの（2007年）
- ゆずり葉-君もまた次のきみへ-（2009年）
- フローレンスは眠る（2016年） - 佐藤紀子 役[10]
- それいけ!ゲートボールさくら組（2023年） - 木下サクラ 役

### 舞台
- 愛の眼鏡は色ガラス（西武劇場オープニング記念公演・安部公房スタジオ公演、1973年） - 女A役
- 友達 （西武劇場・安部公房スタジオ公演、1974年）- 次女
- ウエー（新どれい狩り）（西武劇場・安部公房スタジオ公演、1975年）
- 水中都市（ガイドブック III）（安部公房スタジオ公演、1977年） - 飛娘
- S・カルマ氏の犯罪（安部公房スタジオ公演、1978年） - Y子

### 情報・バラエティ・クイズ番組
- 第22回NHK紅白歌合戦（1971年、NHK総合・ラジオ第1） ※ゲスト審査員
- 象印クイズ ヒントでピント（1982年11月28日（第183回） - 1987年3月22日（第381回）、テレビ朝日） ※女性軍3枠レギュラー解答者
- 土曜ほっとワイド（NHK総合）
- 土曜ほっとモーニング（NHK総合）
- いい旅・夢気分（テレビ東京）
- BS1スペシャル「女優たちの終わらない夏・終われない夏」（NHK BS1、2019年11月10日）

### ラジオドラマ
- 蝶の道（1987年12月6日、TBSラジオ） - 尾崎和美

### 声の出演
- ダラス　(パメラ・ユーイング<ヴィクトリア・プリンシパル>) テレビ朝日版
- 海外ドラマケインとアベル/愛と野望に燃える日々（ケイト・ケイン〈ヴェロニカ・ハメル〉）

## ディスコグラフィー
- 誰のために愛するか/ぽかんとひとり日曜日（1971年、日本コロムビア LL-10154）

## 著書
- 山口果林『安部公房とわたし』講談社、2013年。ISBN 4062184672。
講談社+α文庫で再刊（2018年）。ISBN 4062817438